# Psychotria lepida
Psychotria lepida är en måreväxtart som beskrevs av Paul Carpenter Standley. Psychotria lepida ingår i släktet Psychotria och familjen måreväxter. Inga underarter finns listade i Catalogue of Life.